# 21712 Obaid
21712 Obaid è un asteroide della fascia principale. Scoperto nel 1999, presenta un'orbita caratterizzata da un semiasse maggiore pari a 2,4265105 UA e da un'eccentricità di 0,1773338, inclinata di 2,69393° rispetto all'eclittica.